# Tomas Gomez
Tomas Gomez (Bulacan, ? - 28 juli 1926) was een Filipijns politicus. Hij werd in 1922 gekozen in de Senaat van de Filipijnen en overleed in 1926 voor het einde van zijn termijn.

## Biografie
Tomas Gomez werd geboren in Bulacan, maar verhuisde na het voltooien van zijn studie medicijnen naar Calbayog in de Filipijnse provinvie Samar. 
Bij de verkiezingen van 1912 werd hij namens het 1e kiesdistrict van Samar in het Filipijns Huis van Afgevaardigden. Tien jaar later werd Gomez bij de verkiezingen van 1922 namens het 9e Senaatsdistrict voor een termijn van zes jaar gekozen in de Senaat van de Filipijnen. Gomez overleed echter op 28 juli 1926 voor het einde van zijn termijn. Bij speciale verkiezingen werd Pastor Salazar gekozen voor het restant van zijn termijn.

## Bron
- Bericht van overlijden Tomas Gomez, Philippine Magazine, Volume 23, p.221 (1926), online via deze link
- Remigio Agpalo, Bernadita Churchill, Peronilla Bn. Daroy en Samuel Tan, The Philippine Senate, Dick Baldovino Enterprises (1997)
- Online Roster of Philippine Legislators, website Filipijns Huis van Afgevaardigden (geraadpleegd op 12 juli 2015)
- List of Previous Senators, website Senaat van de Filipijnen (geraadpleegd op 12 juli 2015)